# Johanna Zaïre
Pour les articles homonymes, voir  Zaïre.
Johanna Zaïre est une auteure, chanteuse et actrice française, née le 20 juillet 1988 à Sartrouville, dans les Yvelines.

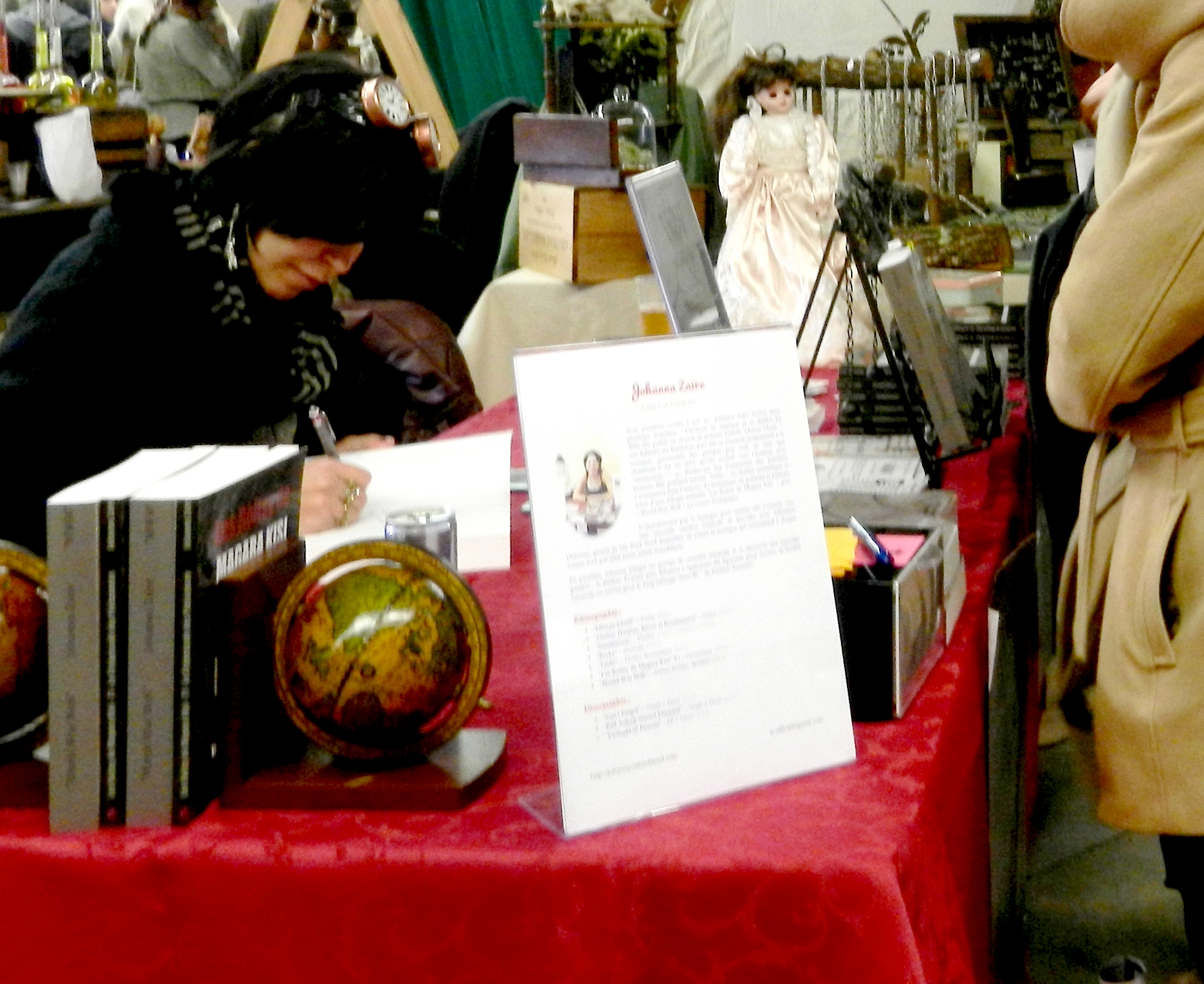
Johanna Zaïre en dédicace lors du Salon Fantastique 2016 (Paris).

## Biographie

### Auteure
Auteure de roman de genres différents, Johanna Zaïre se lance dans l’écriture à l’âge de 17 ans, à la suite du décès de son petit ami. Elle publie en décembre 2005 aux éditions du Panthéon son premier ouvrage Obscur clarté, un recueil de poèmes. Par la suite, Johanna privilégie l’écriture de fiction.
Johanna sort son premier roman : Sanatorium. Elle se met à son compte et crée son entreprise "Heaven Street" en tant qu'auto-entrepreneur en juillet 2013. Ce dernier paraît pour la première fois le 28 juin 2013.
En septembre 2013, elle fait publier Sanatorium au format numérique aux éditions des Tourments (compte d'éditeur), et publie également, chez ce même éditeur, une de ses nouvelles intitulée « Becky » dans le recueil de nouvelles collectif Requiem. En février 2014, elle publie son nouveau roman Trafic chez Edilivre. En juin 2014, elle republie Sanatorium chez Edilivre. En décembre 2014, elle publie finalement le premier tome de sa trilogie fantastique Les Roitsy de Magara Kisi via son auto-entreprise.
Dès 2016, Johanna participe à de nombreux festivals littéraires, médiévaux, fantastiques ou basés sur la culture Geek en France et en Belgique. Elle participe notamment au Salon du Livre de Paris, au Salon Fantastique (Paris), au festival Mon’s Livre en Belgique, au festival Cidre et Dragon, ou encore au Comic Gone de Lyon.
En 2017, lors du Salon du Livre de La Malhoure, elle reçoit le prix Landsegal du roman adulte pour sa dystopie World War Web.
Elle enchaîne les publications et collabore avec Thibault Colon de Franciosi (illustrateur) afin de publier son premier ouvrage jeunesse Piti-Crok contre les Miam's.
En 2019, elle sort son autobiographie Rebirth : de la cendre au Phoenix dans laquelle elle aborde son parcours en tant qu'artiste mais également des thèmes tels que la dépression, le suicide ou encore la sur efficience mentale.

### Chanteuse

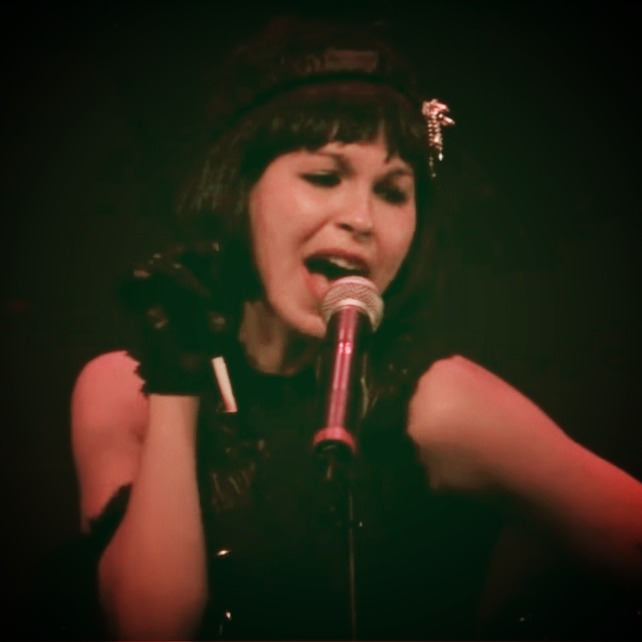
Johanna Zaïre lors du spectacle 3, 2, 1... Action ! en juin 2017.

Chanteuse et parolière, Johanna a commencé sa carrière musicale en 2008. Après avoir parcouru différents groupes pop rock[Lesquels ?], elle décide de se consacrer à une carrière solo. En 2016, elle s’entoure de Nicolas Luciani, compositeur et coach vocal, afin de produire son premier album Rebirth.
Johanna a effectué plusieurs concerts notamment lors du Salon du Livre de Poitiers, du Festival La Malouhre ou encore au festival Valjoly’maginaire.
Passionnée d’arts en tout genre, Johanna intègre l’académie « Express Yourself » de Noisy-le-Grand afin de faire de la comédie musicale. Elle intègre les trois disciplines : chant, danse et théâtre. Elle participe au spectacle 3, 2, 1… Action !.

### Actrice

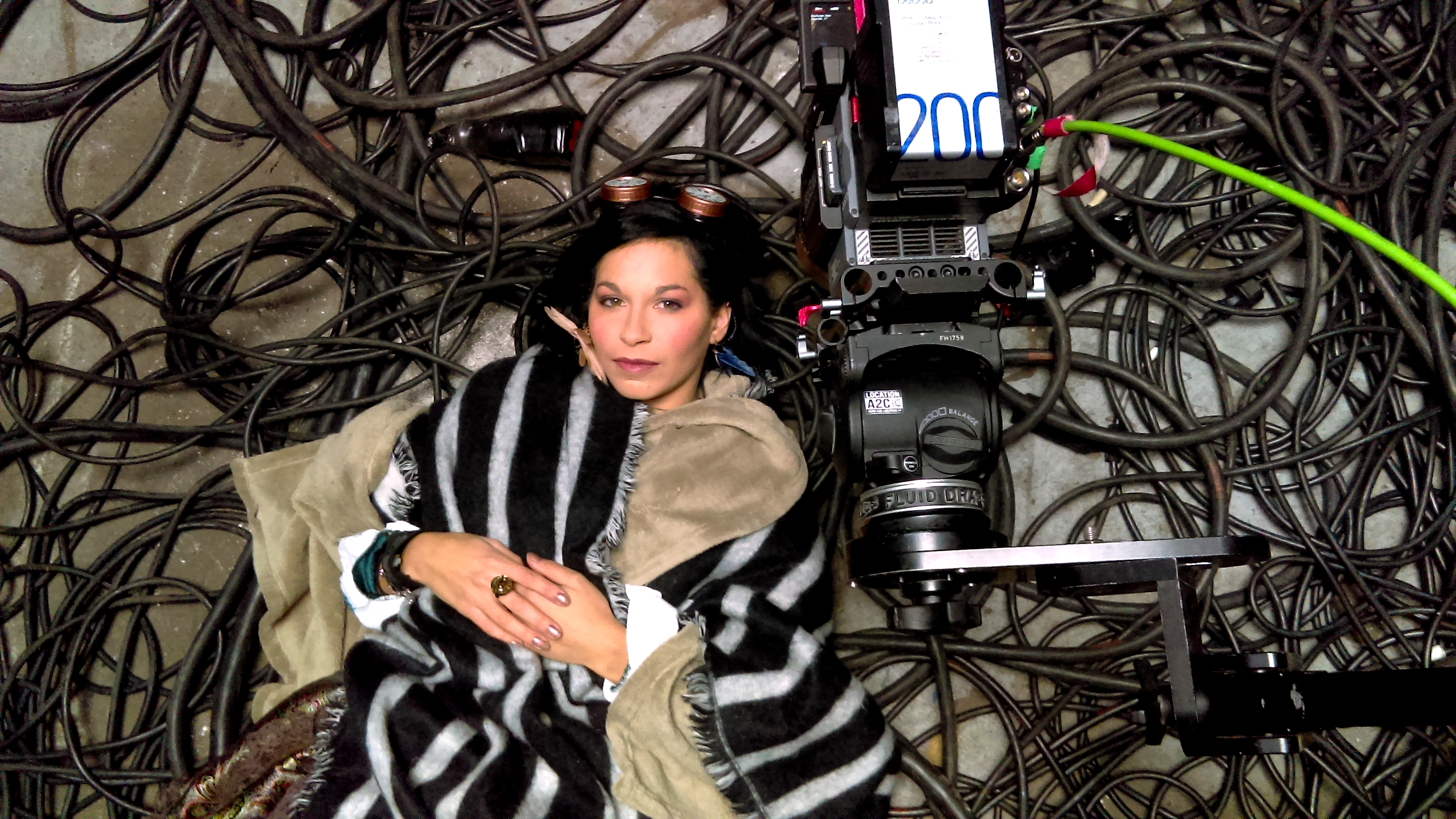
Johanna Zaïre lors du tournage de son clip World War Web, 2017.

En janvier 2011, Johanna Zaïre découvre l’univers des tournages alors qu’elle est figurante pour la publicité « Decibel » d’Azzaro. Elle est ensuite extra pour le film Stars 80 de Frédéric Forestier, et est figurante dans la publicité « OSEO » de la Société générale.
En 2016, elle intègre l’école parisienne Paul-Clément, afin de prendre des cours de comédie, type cinéma.
Plus tard, elle se lance également dans la réalisation de vidéo.

## Publications
- 2006 : Obscur clarté
- 2012 : Destin, hantise, rêves et renaissance
- 2013 : Sanatorium
- 2014 : Trafic
- 2014 : Les Roitsy de Magara Kisi - Tome 1 - Le Crépuscule de Puissances
- 2015 : World War Web
- 2016 : Les Roitsy de Magara Kisi - Tome 2 - La Prophétie
- 2016 : Phantasmagoria
- 2017 : Les Roitsy de Magara Kisi - Tome 3 - Le Dernier Cri
- 2018 : Piti-Crok contre les Miam’s
- 2019 : Rebirth : de la cendre au phœnix

## Distinctions

### Récompenses
- 2017 : World War Web, prix Landsegal du roman adulte.
- 2018 : World War Web, Mention d'honneur au "Asia South East Short Film Festival".
- 2019 : World War Web, prix d'excellence (Award of Excellence) dans la catégorie "Best Music Video" au Vegas Movie Awards.